# Chiesa evangelico-luterana indipendente
La Chiesa evangelico-luterana indipendente ((DE)  Selbständige Evangelisch-Lutherische Kirche o SELK) è una Chiesa luterana della Germania. Il Vescovo è Hans-Jörg Voigt.
Nel 1817 in tutta la Prussia le comunità luterane e quelle riformate furono unificate. In seguito tutte le comunità di Germania appartennero alla chiesa evangelica in Prussia (Evangelischen Kirche in Preußen), il cui capo era il re di Prussia in qualità di summus episcopus. In reazione a questa unione forzata nacque la chiesa evangelico-luterana (luterana antica) di Prussia (Evangelisch-Lutherische (altlutherische) Kirche Preußens). I luterani antichi non rinunciarono alla loro libertà religiosa, celebrando messe luterane senza restrizioni. Dopo lunghe persecuzioni da parte dello Stato, con l'appoggio della chiesa evangelica ufficiale, essi furono riconosciuti nel 1841 dal re Federico Guglielmo IV. Dal 1972 il nome ufficiale è Chiesa evangelico-luterana indipendente.
La Chiesa evangelico-luterana indipendente è in piena comunione con la Chiesa evangelico-luterana nel Baden, la Chiesa luterana - Sinodo del Missouri, la Chiesa luterana del Canada, la Chiesa evangelica luterana del Brasile, il Libero sinodo evangelico-luterano in Sudafrica, la Chiesa evangelico-luterana del Belgio, la Chiesa evangelico-luterana - Sinodo di Francia e Belgio, la Libera Chiesa evangelico-luterana di Danimarca, la Chiesa luterana dell'Africa meridionale e la Chiesa luterana evangelica in Inghilterra; fa inoltre parte del Consiglio luterano internazionale.